# Eduard Wesener
Eduard Oskar Iwan Innocenz Wesener (* 8. Januar 1909 in Bonn; † 4. März 1952 ebenda) war ein deutscher Regisseur, Schriftsteller und Schauspieler bei Bühne und Film.

## Leben und Wirken
Eduard Wesener hatte seit 1930 an Bühnen wie dem Gießener Stadttheater, dem Hamburger Thalia-Theater und dem Berliner Lessing-Theater gespielt. 
Während des Zweiten Weltkriegs fand er nur noch an Gastspieldirektionen Beschäftigung. Seit 1934 in Berlin ansässig, wirkte Wesener in knapp einem Jahrzehnt in einer Fülle von Unterhaltungsfilmen mit. Eduard Wesener deckte die gesamt Palette an Chargenrollen ab. So war er ein Leutnant in Der Stern von Valencia und in Die Warschauer Zitadelle, ein Maler in Elisabeth und ihr Narr, ein Rechtsanwalt in In Sachen Timpe und ein Adjutant in Hochzeit auf Bärenhof, seinem letzten Film. Nach 1945 ist Eduard Wesener als Schauspieler weder beim Film – einzige Arbeit: die Synchronregie bei dem 1951 vorgestellten Dokumentarfilm Ohne Baedeker durch Bonn – noch mit einem Festengagement am Theater nachweisbar. Er war Inhaber und Leiter eines Film-Synchron-Ateliers in Bad Godesberg.
Eduard Wesener war mit der Schauspielerin und Synchronsprecherin Paula Lepa verheiratet. Nach der Scheidung heiratete er 1951 in Leverkusen Gisela Krupp, die Inhaberin eines Modeateliers.

## Filmografie
- 1932: Das erste Recht des Kindes
- 1933: Das Testament des Dr. Mabuse (1933)
- 1933: Der Stern von Valencia
- 1933: Der Traum vom Rhein
- 1933: Glück im Schloß
- 1933: Elisabeth und ich Narr
- 1934: In Sachen Timpe
- 1934: Der Meisterboxer
- 1934: Alte Kameraden
- 1934: Ferien vom Ich
- 1935: Der grüne Domino
- 1936: Das Hermännchen
- 1936: Unsterbliche Melodien
- 1936: Der lustige Witwenball
- 1937: Die Warschauer Zitadelle
- 1937: Das indische Grabmal (1938)
- 1938: Stärker als die Liebe
- 1938: Kleines Bezirksgericht
- 1942: Hochzeit auf Bärenhof